# Honda NS-1
Honda NS-1 (lub Honda NSR75) – sportowy motocykl Hondy o pojemności skokowej 75 cm³.

## Honda NS-1 (Japonia)
W Japonii produkowano model NS1 o pojemności 50 cm³ (AC12).
Motorower nieznacznie różni się konstrukcyjnie względem wersji europejskiej. Pojazd jest jednoosobowy, a w miejscu siedzenia pasażera umieszczono zbiornik paliwa. Zastosowano inne plastikowe osłony nadwozia oraz inny zestaw liczników. Silnik o pojemności 49 cm³ osiąga moc 11 KM przy 10 000 obr./min.
Motorower konkurował na rynku japońskim z motorowerem Yamaha TZR 50.

## Honda NS-1 (Europa)
Honda NS-1 jest następcą modelu NSR 75F. Zastosowano m.in. nowej konstrukcji ramę oraz zmodyfikowano silnik. Nadwozie zostało stylizowane zgodnie z panującymi trendami stosowanymi z pozostałych motocyklach sportowych Hondy. Można dostrzec wiele podobieństw do motocykli z serii CBR (np. CBR 600 F2) oraz NSR (NSR 250).
Motocykl został wyposażony w zmodyfikowany silnik stosowany wcześniej w modelu MBX 80 oraz NSR 75F, który jest uruchamiany nożnym starterem. Silnik o mocy 16,1 KM przy 9750 obr./min i momencie obrotowym 9,1 Nm przy 8500 obr./min jest w stanie osiągnąć 110 km/h, lecz na potrzeby rynku niemieckiego prędkość maksymalną ograniczono do 80 km/h.

## Szczegółowe dane techniczne
| Model                              | NS-1 75 |
| ---------------------------------- | --- |
| Silnik spalinowy                   | 2-suwowy, jednocylindrowy, chłodzony cieczą, z wałkiem wyrównoważającym, pojemność skokowa 75 cm³                                              |
| Moc                                | 8 kW (11 KM) przy 8500 obr./min 11,8 kW (16,1 KM) przy 9750 obr./min (SP-type)                                                                 |
| Moment obrotowy                    | 6,5 Nm przy 7250 obr./min 9,1 Nm przy 8500 obr./min (SP-type)                                                                                  |
| Średnica cylindra × skok tłoka     | 48 × 41,4 mm |
| Stopień sprężania                  | 7,2:1 |
| Kąt wyprzedzenia zapłonu           | z automatyczną zmianą kąta wyprzedzenia 22° ±2° przy 3000 obr./min (punkt „F”) 8° ±1,5° przy 10 000 obr./min                                   |
| Świeca zapłonowa                   | standardowo NGK BR8ECS opcjonalnie NGK BR9ECS odstęp elektrod 0,6–0,7 mm                                                                       |
| Gaźnik                             | PF52A, średnica przelotu 21 lub 28 mm |
| Smarowanie                         | dozownik oleju |
| Przełożenie wał korbowy – sprzęgło | 4,117 |
| Skrzynia biegów                    | 6 przełożeń 1. bieg 3,545 (11/39) 2. bieg 2,333 (15/35) 3. bieg 1,722 (18/31) 4. bieg 1,38 (21/29) 5. bieg 1,173 (23/27) 6. bieg 1,041 (24/25) |
| Przeniesienie napędu               | łańcuch 420M – 126 RJ zwis łańcucha 25–35 mm                                                                                                   |
| Przełożenie wyprowadzenia napędu   | 2,315 (16/37) |
| Skok zawieszenia                   | przód: 130 mm tył: 127 mm |
| Ogumienie                          | Pirelli MT75 przód: 90/80 – 17 46P TL tył: 100/80 – 17 52P TL                                                                                  |
| Ciśnienie w oponach                | przód: 2 bar tył: solo 2 bar, z pasażerem 2,25 bar                                                                                             |
| Hamulce                            | przód: tarczowe ∅ 256 mm tył: tarczowe ∅ 220 mm                                                                                                |
| Pojemność zbiornika paliwa         | 13 l (w tym rezerwa 2,5 l) |
| Pojemność zbiornika oleju          | 1,2 l |
| Pojemność układu chłodzenia        | 750 cm³ (570 cm³ przy wymianie) 280 cm³ (zbiornik wyrównawczy)                                                                                 |
| Wysokość siodła                    | 775 mm |
| Prześwit                           | 140 mm |
| Masa                               | 98 kg (na sucho) 112 kg (gotowy do jazdy) |
| Dopuszczalna masa całkowita        | 270 kg |